# Gontaut
Gontaut är en fransk adelssläkt, som senare upptog namnet Biron efter baroniet Biron i slottet Biron i nuvarande kommunen Biron i Périgord, släktens hemvist från omkring år 1100.
Armand de Gontaut, baron de Biron (1524-1592) var en av de mera betydande militärerna och statsmännen under Henrik III och Henrik IV. Hans son Charles de Gontaut Biron förlänades 1598 hertigvärdighet, som 1602 reducerades till markisvärdighet då han avrättades. 1723 erhöll släkten åter hertiglig värdighet genom Charles Armand de Gontaut, marquis de Biron, en av Ludvig XIV:s främsta generaler, marskalk av Frankrike 1734. Han var farfar till Armand-Louis de Gontaut Biron.